# Hyphodontia
Гіфодонція (Hyphodontia) — рід грибів родини Tubulicrinaceae. Назва вперше опублікована 1958 року.
В Україні зустрічається Гіфодонція дубова (Hyphodontia quercina) та Гіфодонція сірувато-жовтувата (Hyphodontia subalutacea).

## Галерея

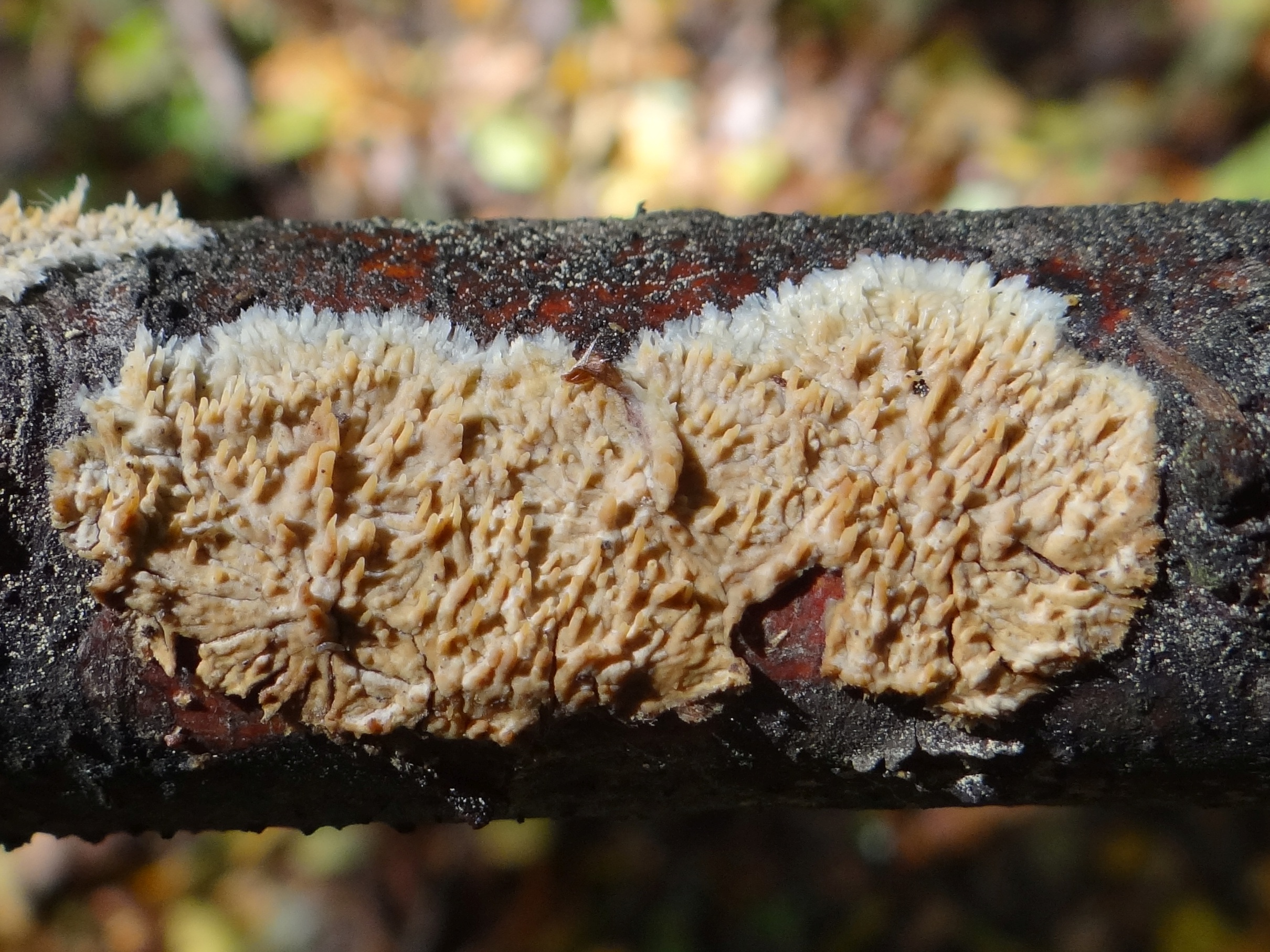
Hyphodontia arguta
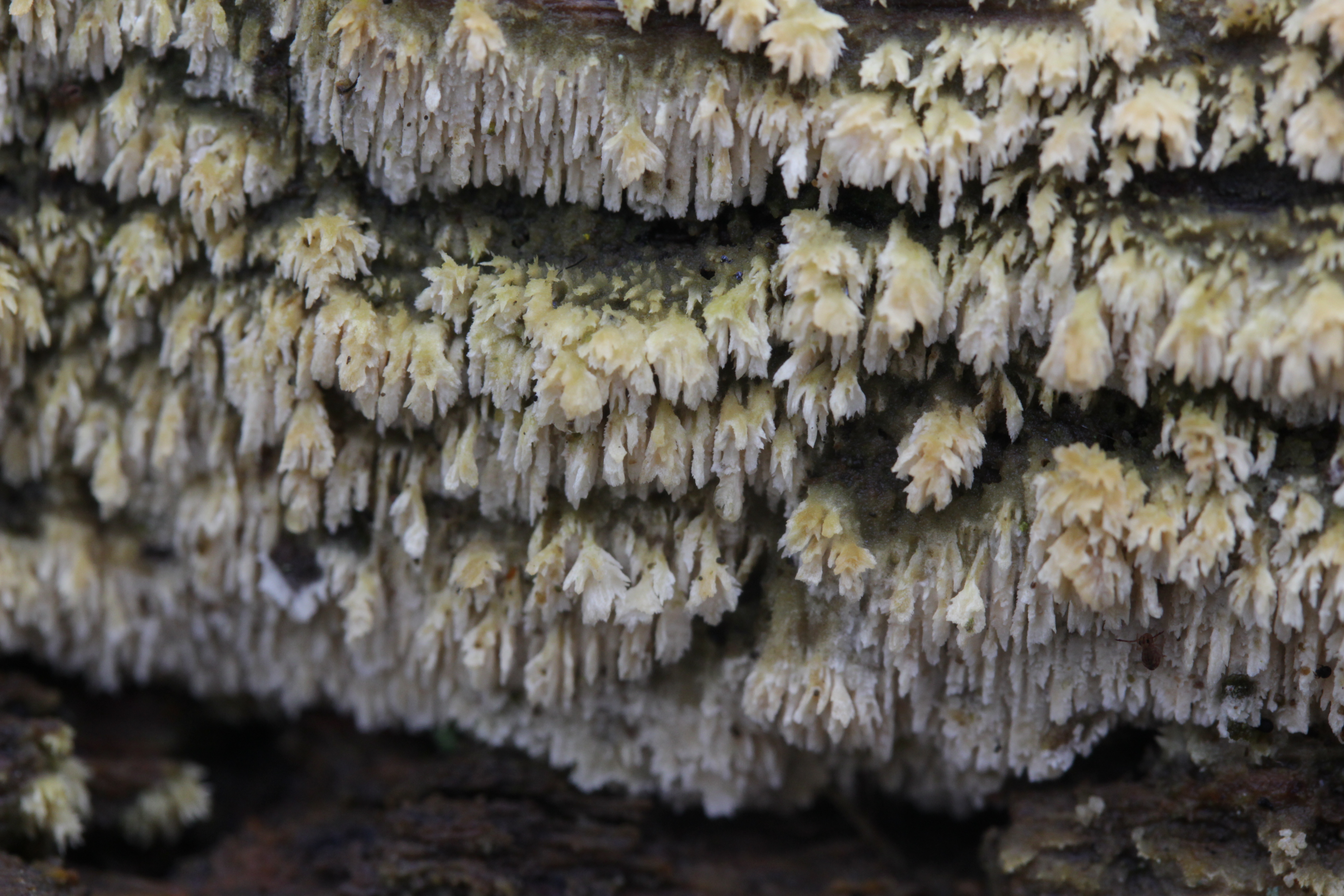
Hyphodontia barba-jovis
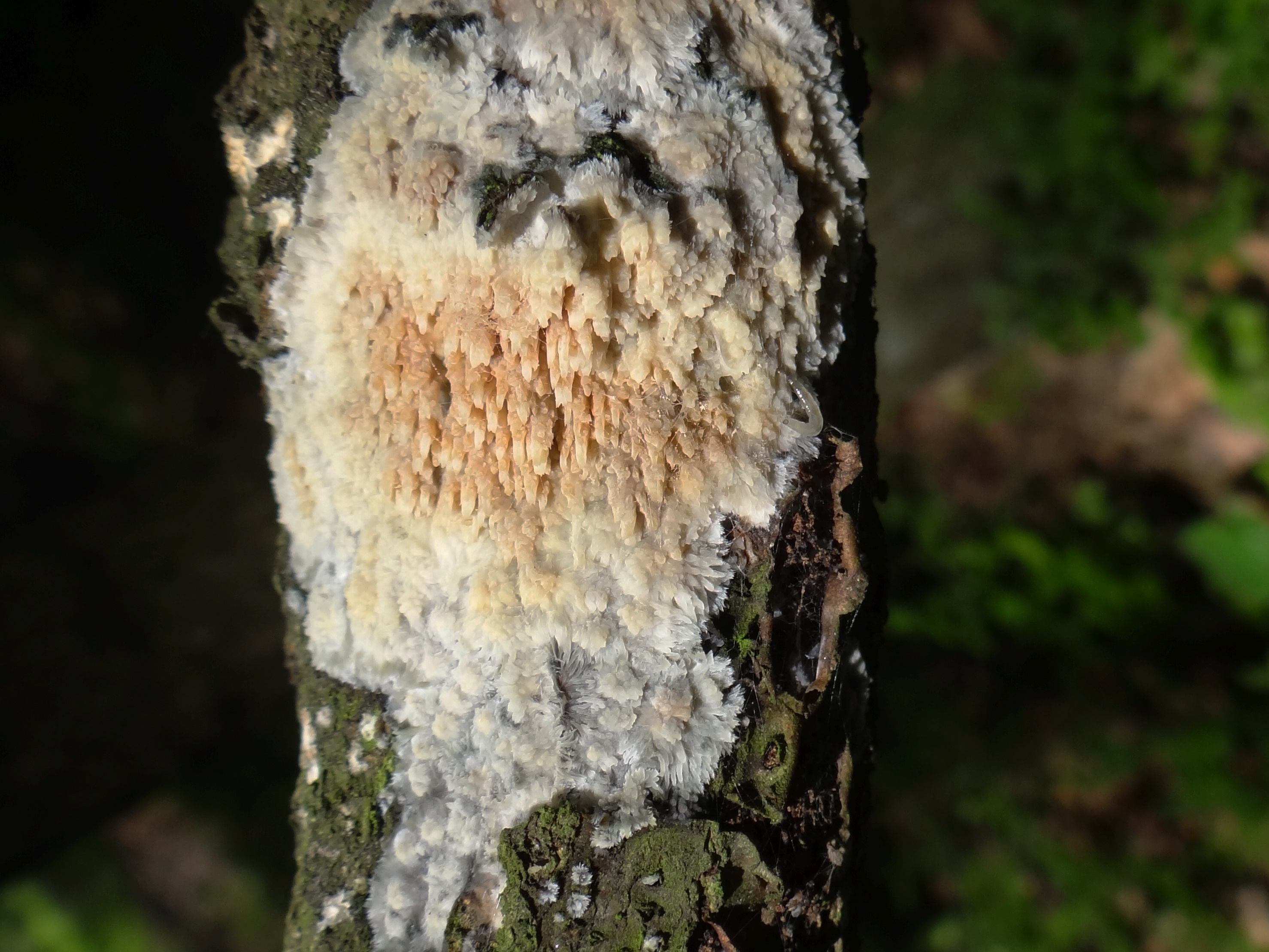
Hyphodontia quercina
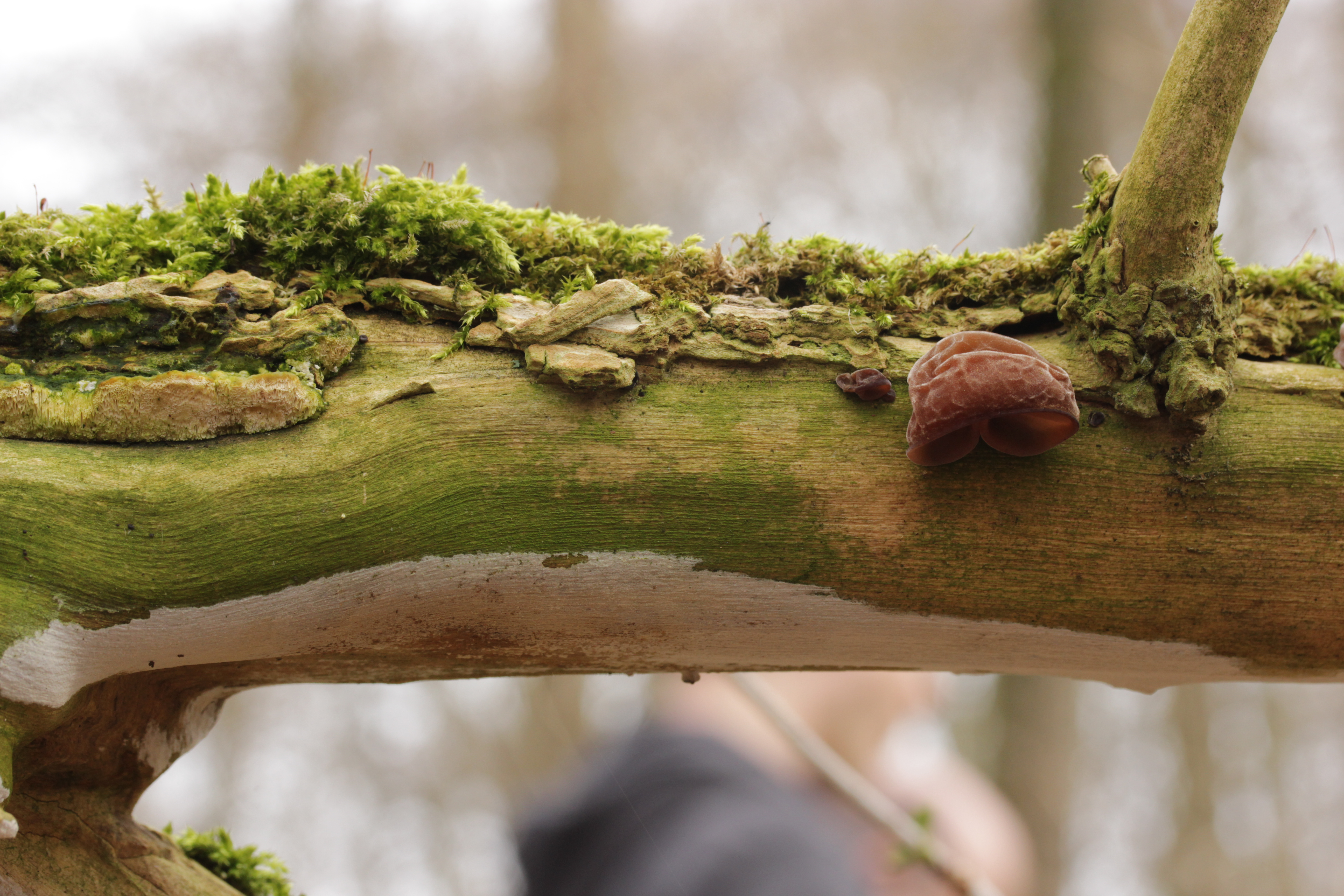
Hyphodontia sambuci